# Biên Giới
Biên Giới là một xã thuộc huyện Châu Thành, tỉnh Tây Ninh, Việt Nam.

## Địa lý
Xã Biên Giới nằm ở phía tây huyện Châu Thành, có vị trí địa lý:
- Phía bắc giáp xã Phước Vinh
- Phía đông và nam giáp xã Hòa Thạnh
- Phía tây giáp Campuchia.

Xã Biên Giới có diện tích 36,45 km², dân số năm 2019 là 4.119 người, mật độ dân số đạt 113 người/km².

## Hành chính
Xã Biên Giới được chia thành 4 ấp: Bến Cầu, Tân Long, Tân Định, Rạch Tre.